# Boccia al Mauro
Boccia al Mauro ('O Mauro in napoletano) è la maggiore frazione del comune campano di Terzigno, nella città metropolitana di Napoli.

## Storia
Dall'epoca altoimperiale fino a quella medievale, nella pianura orientale del Vesuvio includente anche la stessa Boccia al Mauro, sorgeva un vasto bosco acquitrinoso chiamato Silva mala. Il paese, così come tutto il territorio comunale terzignese, ha fatto parte del comune di Ottaviano fino al 1913, anno in cui Terzigno fu elevato a comune autonomo per scorporo.

## Geografia
Boccia al Mauro, situata lungo la strada provinciale che collega la frazione boschese di Passanti (2 km sud) con Terzigno (2 km nord), fa parte dell'area vesuviana e sorge in una pianura alle immediate pendici orientali del Vesuvio. Tra le altre località più vicine ad essa vi sono Boscoreale (3,5 km sud-ovest), Cangiani (4 km est), San Giuseppe Vesuviano (4 km nord), Poggiomarino (4,5 km nord-est), Pompei (5 km sud), Scafati e la sua frazione San Pietro (entrambe a 5,5 km sud), Boscotrecase (6 km sud-ovest) e Torre Annunziata (6,5 km sud-ovest).

## Infrastrutture e trasporti
La frazione sorge a breve distanza dalla Strada statale 268 del Vesuvio, e lo svincolo più vicino ad essa, a circa 2 km est, è quello di "Terzigno". Boccia era altresì servita dall'omonima stazione ferroviaria, attivata nel 1940, fino all'avvenuta chiusura della linea Cancello-Torre Annunziata, nell'ottobre 2014. L'attuale stazione più vicina, a 2 km, è quella di Terzigno, sulla linea Circumvesuviana Napoli-Ottaviano-Sarno.